# ۱۲۶۰۶ آپولیوس
سیارک ۱۲۶۰۶ (به انگلیسی: 12606 Apuleius، نامگذاری:2043P-L) دوازده هزار و ششصد و ششمین سیارک کشف شده‌است که در ۲۴ سپتامبر ۱۹۶۰ کشف شد.